# 韦罗妮卡·安德鲁先科
韦罗妮卡·安德烈耶夫娜·安德鲁先科（俄语：Вероника Андреевна Андрусенко，1991年1月20日—），旧姓波波娃（Попова），生于伏尔加格勒，是一名俄罗斯女子游泳运动员，主攻自由泳。她在8岁时开始接触游泳，当时医生建议她通过游泳来改善她的坐姿。她参加的首场国际主要比赛是2007年欧洲青年游泳锦标赛。她的丈夫维亚切斯拉夫·安德鲁先科同样也是一名游泳选手，两人于2017年9月结婚。